# Vaughan Arnell
Vaughan Arnell (* 31. Mai 1961 in Chertsey, Surrey) ist ein britischer Filmregisseur für Musikvideos und Werbefilme.

## Wirken
Obwohl er Filme für hochkarätige Kunden im Bereich der Fernsehwerbung gedreht hat, darunter Guinness, IKEA, Pepsi und Levi’s, ist Vaughan Arnell vor allem für seine Regiearbeit bei Musikvideos bekannt. So arbeitete er unter anderem für Terence Trent D’Arby, Take That, George Michael, die Spice Girls, James Blunt, One Direction und Sam Smith. Allein für Robbie Williams drehte er seit 1996 insgesamt 16 Videoclips.
Bis in die 1990er Jahre bildete Arnell gemeinsam mit der Regisseurin Anthea Benton das Regieteam Vaughan & Anthea. Nach ihrer letzten gemeinsamen Arbeit für George Michael (Spinning the Wheel, 1996) trennten sich Arnell und Benton wegen kreativer Meinungsverschiedenheiten, kamen 2017 jedoch wieder zusammen.

## Videografie

### Musikvideos Vaughan Arnell
- 1983: The Assembly – Never Never
- 1986: Curiosity Killed the Cat – Down to Earth
- 1987: ABC – When Smokey Sings
- 1987: Terence Trent D’Arby – Dance Little Sister
- 1987: Terence Trent D’Arby – Wishing Well
- 1987: Terence Trent D’Arby – Sign Your Name
- 1988: Julia Fordham – The Comfort of Strangers
- 1988: The Pasadenas – Tribute (Right On)
- 1988: Matt Bianco – Good Times
- 1990: The Associates – Fever
- 1990: Eros Ramazzotti – Se bastasse una canzone
- 1990: Propaganda – Heaven Give Me Words
- 1992: Soul II Soul – Move Me No Mountain
- 1995: Take That – Back for Good
- 1996: Robbie Williams – Freedom
- 1996: Spice Girls – Say You’ll Be There
- 1997: Tevin Campbell – Could You Learn to Love
- 1997: Jamiroquai – Alright
- 1997: Jimmy Ray – Are You Jimmy Ray?
- 1997: Robbie Williams – Angels
- 1998: Robbie Williams – Let Me Entertain You
- 1998: All Saints – Bootie Call
- 1998: Robbie Williams – Millennium
- 1998: George Michael – Outside
- 1999: Geri Halliwell – Look at Me
- 1999: 21st Century Girls – 21st Century Girls
- 2000: All Saints – Pure Shores
- 2000: The Charlatans – Impossible
- 2000: Robbie Williams – Rock DJ
- 2000: Texas – In Demand
- 2000: Texas – Inner Smile
- 2000: Robbie Williams – Supreme
- 2001: Robbie Williams – The Road to Mandalay
- 2001: Robbie Williams – Eternity
- 2001: Robbie Williams & Nicole Kidman – Somethin’ Stupid
- 2002: Blazin’ Squad – Crossroads
- 2002: Big Brovaz – Nu Flow
- 2002: Robbie Williams – Feel
- 2003: David Gray – Be Mine
- 2003: Big Brovaz – Baby Boy
- 2004: Robbie Williams – Radio
- 2005: Charlotte Church – Crazy Chick
- 2005: Will Young – Switch It On
- 2006: Robbie Williams – Sin Sin Sin
- 2009: Paloma Faith – New York
- 2009: Robbie Williams – Bodies
- 2010: Robbie Williams – Morning Sun
- 2010: Robbie Williams & Gary Barlow – Shame
- 2012: One Direction – Live While We’re Young
- 2012: One Direction – Little Things
- 2013: Olly Murs – Army of Two
- 2013: One Direction – Kiss You
- 2013: John Newman – Love Me Again
- 2013: James Blunt – Bonfire Heart
- 2013: Olly Murs – Hand on Heart
- 2013: James Blunt – Heart to Heart
- 2014: George Michael – Let Her Down Easy
- 2014: The Script – Superheroes
- 2014: James Blunt – Postcards
- 2014: James Blunt – When I Find Love Again
- 2016: Elvis Presley with the Royal Philharmonic Orchestra feat. Kate Moss – The Wonder of You
- 2016: Robbie Williams – Party Like a Russian
- 2016: Robbie Williams – The Heavy Entertainment Show
- 2017: James Blunt – Love Me Better
- 2018: Rick Astley – Beautiful Life
- 2019: Sam Smith & Normani – Dancing with a Stranger
- 2020: Pet Shop Boys – Monkey Business
- 2020: James Blunt – Monsters
- 2023: James Blunt – The Girl That Never Was

### Musikvideos Vaughan & Anthea
- 1984: Dead or Alive – You Spin Me Round (Like a Record)
- 1985: Alison Moyet – That Ole Devil Called Love
- 1985: The Style Council – Come to Milton Keynes
- 1986: Dead or Alive – Brand New Lover
- 1987: T’Pau – Heart and Soul
- 1988: Jane Wiedlin – Rush Hour
- 1989: Simply Red – It’s Only Love
- 1989: Simply Red – A New Flame
- 1989: Simply Red – You’ve Got It
- 1989: Simply Red – If You Don’t Know Me by Now
- 1989: Curiosity Killed the Cat – First Place
- 1990: Paul Young – Oh Girl
- 1991: Eros Ramazzotti – Ancora Vita
- 1993: Jamiroquai – Blow Your Mind
- 1994: Jamiroquai – Space Cowboy
- 1996: George Michael – Fastlove
- 1996: George Michael – Spinning the Wheel